# 茅坝乡
茅坝乡，是中华人民共和国四川省广元市青川县曾经下辖的一个乡。2019年12月，撤销茅坝乡，将其所属行政区域划归凉水镇管辖。

## 行政区划
茅坝乡撤销前下辖以下地区：
茅坝村、曙光村、金家村、华合村、群英村、爱国村和院子村。